# Robert Louis Behnken
Robert Louis Behnken dr. (Creve Coeur, Missouri, 1970. július 28. –) amerikai űrhajós, ezredes. Katherine Megan McArthur a felesége.

## Életpálya
1992-ben a Washington Egyetem keretében gépészmérnöki oklevelet szerzett. 1993-ban a California Institute of Technology keretében megvédte műszaki diplomáját. Szolgálati repülőgépe az F–22 volt. Ugyanitt 1997-ben műszaki ismeretekből doktorált (PhD.). 1999-ben tesztpilóta kiképzésben részesült. Az Amerikai Egyesült Államok Haditengerészete (USAF) állományában több mint 780 órát töltött a levegőben, több mint 25 különböző repülőgépen teljesített szolgálatot, illetve tesztelt. Tesztpilótaként az F–15, az F–16 és az F–22 különböző változatai (elektronika, fegyverzet) voltak.
2000. július 26-tól a Lyndon B. Johnson Űrközpontban részesült űrhajóskiképzésben. 2006 szeptemberében egy 7 napos tenger alatti (NASA Extreme Environment Mission Operations NEEMO 11) kiképzésen vett rész. Két űrszolgálata alatt összesen 29 napot, 12 órát és 17 percet (708 óra) töltött a világűrben.

## Űrrepülések
- STS–123, az Endeavour űrrepülőgép 21. repülésének küldetésfelelőse. A legénység fő feladta, hogy a Nemzetközi Űrállomáson a japán fejlesztésű Kibo kísérleti logisztikai modul első részét (ELM-PS), valamint a kanadai Dextre robotkarnak az űrállomáshoz csatolását biztosítsák. Első űrszolgálata alatt összesen 15 napot, 18 órát és 11 percet (378 óra) töltött a világűrben. Három űrséta (kutatás, szerelés) alatt összesen 19 órást és 19 percet töltött a világűrben. 10 585 900 kilométert (6 577 800 mérföldet) repült, 250 kerülte meg a Földet.
- STS–130, az Endeavour űrrepülőgép 24., repülésének küldetésfelelőse. Legfőbb feladatuk a Tranquility modul és a Kupola feljuttatása a Nemzetközi Űrállomásra. Második űrszolgálata alatt összesen 13 napot, 18 órát és 6 percet (330 óra) töltött a világűrben. Három űrséta (kutatás, szerelés) alatt összesen 18 órást és 14 percet töltött a világűrben. 9 250 000 kilométert (5 700 000 mérföldet) repült, 217 alkalommal kerülte meg a Földet.